# Pierre-Marie Taramarcaz
Pierre-Marie Taramarcaz (* 23. April 1968 in Martigny VS) aus Verbier ist ein Schweizer Skibergsteiger und ist seit 1998 Mitglied der Schweizer Nationalmannschaft Skialpinismus.

## Erfolge (Auswahl)
- 2002: 6. Platz bei der Weltmeisterschaft Skibergsteigen Einzel

- 2003:
  - 2. Platz bei der Trophée des Gastlosen mit Pius Schuwey
  - 5. Platz bei der Europameisterschaft Skibergsteigen Einzel
  - 5. Platz bei der Europameisterschaft Skibergsteigen Team mit Alexander Hug
  - 7. Platz bei der Europameisterschaft Skibergsteigen Kombinationswertung

- 2004:
  - 2. Platz bei der Patrouille des Glaciers mit Jean-Yves Rey und Jean-Daniel Masserey
  - 8. Platz bei der Weltmeisterschaft Skibergsteigen Kombinationswertung
  - 9. Platz bei der Weltmeisterschaft Skibergsteigen Einzel
  - 10. Platz bei der Weltmeisterschaft Skibergsteigen Team mit Florent Troillet

- 2006: 10. Platz bei der Weltmeisterschaft Skibergsteigen Team mit Didier Moret

Pierra Menta
- 2001: 7. Platz mit Jean-François Cuennet
- 2005: 6. Platz mit Christian Pittex